# Dallos Pál
Dallos Pál (1802. május 18. – Sopron, 1861. december 9.) római katolikus pap.

## Élete
Dallos György fia volt. Testvéreivel nemességet kapott, amit 1842. november 7-én hirdettek ki. Az esztergomi egyházmegyében tevékenykedett.

## Művei
- Egyházi szent beszéd, melyet nagypénteken Krisztus koporsója fölött Szent-Király-Szabadjai templomban tartott. Veszprém, 1853.
- Üdvös emlék a hétszázados bucsú évrül. Sopron, 1857.
- Heilsame Erinnerung der 700-jährg. Jubelfeier am wunderreichen Orte Maria-Zell in Steyer-Mark. Oedenburg, 1867.